# Ludvík Filip II. Orleánský
Ludvík Filip II. Josef, vévoda Orleánský (13. dubna 1747 Saint-Cloud – 6. listopadu 1793 Paříž) byl liberální politik v období Velké francouzské revoluce a otec pozdějšího francouzského krále Ludvíka Filipa. Roku 1792 se přejmenoval jako Filip Rovnost (Philippe Egalité).

## Původ a raný život
Otcem Ludvíka Filipa II. byl Ludvík Filip I. Orleánský z dynastie Orléans a matkou byla Luisa Bourbon, pocházející rovněž z vedlejší rodové větve francouzského panovnického rodu Bourbonů.
Po svém narození získal Ludvík Filip titul vévody z Montpensier a po smrti svého dědečka v roce 1752 se stal ve svých pěti letech vévodou z Chartres. Otci Ludvíka Filipa pak připadl touto smrtí dědičný titul vévody Orleánského. V roce 1769 se Ludvík Filip oženil s Luisou Marií Adélou Bourbonskou, dcerou francouzského velkoadmirála vévody Ludvíka Marie Jana Bourbonského, který byl vnukem Ludvíka XIV. Značné věno, které si Louisa přinesla do manželství, umožnilo Ludvíku Filipovi stát se jedním z nejbohatších mužů ve Francii a zaujmout obdobné společenské postavení, jaké měl jeho pradědeček Filip II. Orleánský.

## Kverulant
Svou slibnou společenskou i politickou kariéru si ale Ludvík Filip velmi záhy poškodil, když v roce 1771 rezolutně odmítl plán kancléře Reného de Maupeou, který se snažil dle králova přání silou zlomit odpor opozičního parlamentu. Plán Reného de Maupeou vyšel, Ludvík Filip byl za své nepatřičné názory potrestán vyhnáním od královského dvora a následně byl nucen žít na svém venkovském sídle Villers-Côtterets. Jeho životní situace se příliš nezlepšila ani poté, co v roce 1774 usedl na francouzský trůn Ludvík XVI. Ludvík Filip byl u královského dvora nadále považován za podezřelého a politicky nespolehlivého a stále pociťoval odmítavý postoj královského dvora ke své osobě. Navíc jej bytostně nesnášela manželka nového krále Marie Antoinetta, přičemž nenávist a opovržení byly v tomto případě oboustranné.
V roce 1778 dostal Ludvík Filip konečně šanci a mohl sloužil u námořnictva, v eskadře hraběte d'Orvilliers, s níž se zúčastnil námořní bitvy u Ouessant (1778). Ve službě u námořnictva chtěl Ludvík Filip pokračovat i nadále, ale byl nucen odejít. Příčinou k nucenému odchodu se stala zčásti nenávist královny a zčásti jeho vlastní neschopnost a údajná zbabělost v boji. Král Ludvík XVI. mu ale jako odškodné udělil čestnou funkci generálplukovníka husarů. Po smrti svého otce v roce 1785 zdědil Ludvík Filip titul vévody Orleánského. Po svém nuceném odchodu z námořnictva se Ludvík Filip začal bezstarostně věnovat společenským radovánkám, často navštěvoval Londýn a stal se důvěrným přítelem prince z Walesu (pozdějšího krále Jiřího IV.). Ludvík Filip své osobní okouzlení Anglií přenesl i do Paříže, kde nejprve úspěšně propagoval anglickou módu a životní styl anglické šlechty. Nakonec se mu podařilo vyvolat velký zájem o vše anglické i ve šlechtických kruzích své rodné země a stal se tak iniciátorem vypuknuvší anglománie. Díky tomu získal konečně i určitou oblibu u královského dvora. Závratně však stoupala i jeho popularita mezi pařížským lidem, který tehdy trpěl velkou bídou a hladem. Ludvík Filip totiž rozdával chudým a potřebným dary a peníze a zpřístupnil veřejnosti své zahrady u paláce Palais-Royal.

## Liberál
Častý pobyt v Anglii měl také velký vliv na utváření jeho politických názorů – stal se z něj liberál a příznivec konstituční monarchie. V roce 1787 měl řeč před shromážděním francouzské šlechty a zde se otevřeně a statečně přihlásil k myšlenkám liberalismu. Své liberální názory ale netajil ani před králem a tak byl ještě téhož roku opět poslán do vyhnanství na své panství Villers-Côtterets.
Když byly do Paříže svolány Generální stavy, stal se Filip pohotově politicky aktivním a hojně psal a vydával pamflety své i pamflety svých přátel. V následujících volbách byl natolik úspěšný, že získal dokonce tři poslanecké mandáty – jeden od pařížské šlechty a další za volební obvody Villers-Côtterets a Crépy-en-Valois. V Generálních stavech se stal příznivcem opoziční menšiny složené z liberálních šlechticů, kteří požadovali zrušení králova absolutismu. Zpočátku byl v Generálních stavech členem stavu šlechticů, ale v roce 1789 překvapivě přestoupil do třetího stavu, kam patřili měšťané, svobodní rolníci a obchodníci, tedy neprivilegovaní občané. Tento jeho čin, jeho postoje a role, kterou sehrál v událostech roku 1789, jsou dodnes mezi historiky předmětem diskusí. U královského dvora byl díky svým názorům a svým šokujícím politickým rozhodnutím považován za zrádce a přízemního populistu, který touží po moci a dost možná i po trůnu. Král Ludvík XVI. jej samozřejmě nenáviděl, jelikož Ludvík Filip prosazoval sepsání nové ústavy dle anglického vzoru, která by v zemi zavedla konstituční monarchii a omezila tak moc krále. Členové královského dvora navíc Ludvíka Filipa podezřívali z toho, že revoluce je z větší části financována právě z jeho peněz a on tak rychle získal přezdívku „Zlato Orleánské“. Co ovšem popuzovalo krále a královnu ze všeho nejvíce, to byla stále rostoucí popularita Ludvíka Filipa u pařížského lidu. Pravdou je, že obyvatelé Paříže Ludvíka Filipa v jeho politických plánech skutečně podporovali, stejně jako jeho osobní přátelé z řad inteligence, zejména Adrien Duport a Choderlos de Laclos.

## Zednář

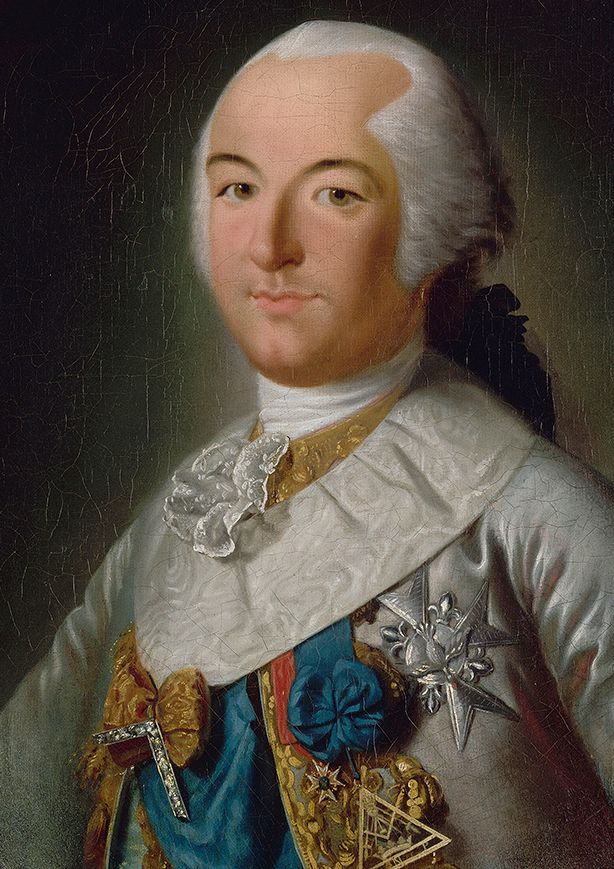
Ludvík Filip s insigniemi zednářské lóže Velký Orient Francie

Ve věku 23 let se stal Filip zednářem. Po smrti Ludvíka Bourbona, hraběte de Clermont se stal Filip v roce 1771 velmistrem Velké Lóže Francouzské a po čase i velmistrem všech lóží, seskupených do Grand Globe de France. V roce 1773 se stal velmistrem nadřízené lóže Grand Orient de France. V roce 1793 ze všech zednářských lóží vystoupil a zdůvodnil to tím, že v této nové a lepší době už nebude žádných tajných organizací třeba.

## Revolucionář
Za hlavu reformistů byl na politické scéně uznán generál la Fayette, který přemluvil krále k tomu, aby vyslal Ludvíka Filipa na diplomatickou misi do Anglie, kde Ludvík Filip strávil následující rok.
Po nepovedeném pokusu o útěk královské rodiny z Francie a po jejich dopadení ve Varennes v roce 1791 Ludvík Filip kupodivu neprojevil sebemenší zájem o získání uvolněného trůnu a bylo zjevné, že podobné ambice ani nikdy neměl. Podezření královského dvora bylo tedy po celou dobu mylné. Namísto boje o moc strávil v roce 1792 se svými dvěma syny krátký čas u armády a do Paříže se vrátil až těsně před revolučním převratem, který proběhl z 9. na 10. srpna.
Po vyhlášení republiky se zřekl všech svých šlechtických titulů i svého otce Ludvíka Filipa Orleánského a prohlásil, že jeho skutečným otcem byl údajně podkoní na zámku Saint-Cloud. Označil se za „syna lidu“ a úředně si změnil jméno na Filip Egalité (z franc. egalité – rovnost). Na druhou stranu je ale třeba říci, že i nadále pomáhal svým šlechtickým přátelům s útěkem do exilu. Jako „syn lidu“ a běžný občan zůstal nadále členem revolučního Konventu, kde se jako poslanec podílel na hlasování, které proběhlo 16. ledna 1793. Tehdy se hlasovalo o otázce života či smrti krále Ludvíka XVI. a Filip Egalité se postaral o největší překvapení, když hlasoval pro smrt svého příbuzného a tedy popravu krále.
Ani tento jeho jasně republikánský postoj ale nemohl nic změnit na faktu, že i sám Ludvík Filip pocházel původně z šlechtické (a dokonce královské) rodiny a mnozí lidé z řad republikánů se na něj proto dál dívali s jistou dávkou nedůvěry. Jeho osobní i politické nepřátele nejvíce pobuřovalo to, že jeho nejstarší syn neskrýval své přátelství k šlechtici Charlesi Francoisovi Dumouriezovi, girondisty dosazenému veliteli francouzské Severní armády. V roce 1793 pak dokonce tento Ludvíkův syn, Ludvík Filip II. (pozdější král Ludvík Filip), uprchl v dubnu 1793 i s Dumouriezem z Francie. Tímto rozhodným činem mladý Ludvík Filip zásadně ovlivnil nejen budoucí život svůj, ale také život svého otce – občana Filipa Egalité –, kterého synův útěk do ciziny nakonec přivedl až na popraviště. Po této emigrační aféře revoluční tribunál okamžitě přikázal uvěznit všechny Bourbony ve Francii.
Filip Egalité byl zatčen 5. srpna 1793. Ve vězení zůstal až do října a do začátku tzv. Vlády teroru. Dne 3. 10. 1793 byl obžalován, 6. 11. odsouzen k trestu smrti a týž den gilotinován. Na popravu šel údajně s úsměvem a bez sebemenší známky strachu. Všechen jeho majetek byl konfiskován. Během svého věznění prý prohlásil, že lituje smrti krále a že se tímto činem podílel na vraždě nevinného člověka.

## Vývod z předků
|                            |                                |  |                      |                                    |  |  |  |  |  |  |  | Filip I. Orleánský |
|                            |                                |  |                      |                                    |  |  |  |  |  |  |  |                    |
|                            | Filip II. Orleánský            |  |                      |                                    |  |  |  |  |  |  |  |                    |
|                            |                                |  |                      |                                    |  |  |  |  |  |  |  |                    |
|                            |                                |  |                      | Alžběta Šarlota Falcká             |  |  |  |  |  |  |  |                    |
|                            |                                |  |                      |                                    |  |  |  |  |  |  |  |                    |
|                            | Ludvík I. Orleánský            |  |                      |                                    |  |  |  |  |  |  |  |                    |
|                            |                                |  |                      |                                    |  |  |  |  |  |  |  |                    |
|                            |                                |  |                      | Ludvík XIV.                        |  |  |  |  |  |  |  |                    |
|                            |                                |  |                      |                                    |  |  |  |  |  |  |  |                    |
|                            | Františka Marie Bourbonská     |  |                      |                                    |  |  |  |  |  |  |  |                    |
|                            |                                |  |                      |                                    |  |  |  |  |  |  |  |                    |
|                            |                                |  |                      | Madame de Montespan                |  |  |  |  |  |  |  |                    |
|                            |                                |  |                      |                                    |  |  |  |  |  |  |  |                    |
|                            | Ludvík Filip I. Orleánský      |  |                      |                                    |  |  |  |  |  |  |  |                    |
|                            |                                |  |                      |                                    |  |  |  |  |  |  |  |                    |
|                            |                                |  |                      | Ferdinand Maximilián Bádenský      |  |  |  |  |  |  |  |                    |
|                            |                                |  |                      |                                    |  |  |  |  |  |  |  |                    |
|                            | Ludvík Vilém I. Bádenský       |  |                      |                                    |  |  |  |  |  |  |  |                    |
|                            |                                |  |                      |                                    |  |  |  |  |  |  |  |                    |
|                            |                                |  |                      | Luisa Savojská                     |  |  |  |  |  |  |  |                    |
|                            |                                |  |                      |                                    |  |  |  |  |  |  |  |                    |
|                            | Augusta Bádenská               |  |                      |                                    |  |  |  |  |  |  |  |                    |
|                            |                                |  |                      |                                    |  |  |  |  |  |  |  |                    |
|                            |                                |  |                      | Julius František Sasko-Lauenburský |  |  |  |  |  |  |  |                    |
|                            |                                |  |                      |                                    |  |  |  |  |  |  |  |                    |
|                            | Sibyla Sasko-Lauenburská       |  |                      |                                    |  |  |  |  |  |  |  |                    |
|                            |                                |  |                      |                                    |  |  |  |  |  |  |  |                    |
|                            |                                |  |                      | Hedvika Falcko-Sulzbašská          |  |  |  |  |  |  |  |                    |
|                            |                                |  |                      |                                    |  |  |  |  |  |  |  |                    |
| Ludvík Filip II. Orleánský |                                |  |                      |                                    |  |  |  |  |  |  |  |                    |
|                            |                                |  |                      |                                    |  |  |  |  |  |  |  |                    |
|                            |                                |  | Armand Bourbon-Conti |                                    |  |  |  |  |  |  |  |                    |
|                            |                                |  |                      |                                    |  |  |  |  |  |  |  |                    |
|                            | František Ludvík Bourbon-Conti |  |                      |                                    |  |  |  |  |  |  |  |                    |
|                            |                                |  |                      |                                    |  |  |  |  |  |  |  |                    |
|                            |                                |  |                      | Anna Marie Martinozzi              |  |  |  |  |  |  |  |                    |
|                            |                                |  |                      |                                    |  |  |  |  |  |  |  |                    |
|                            | Ludvík Armand II. Bourbonský   |  |                      |                                    |  |  |  |  |  |  |  |                    |
|                            |                                |  |                      |                                    |  |  |  |  |  |  |  |                    |
|                            |                                |  |                      | Jindřich Jules Bourbon-Condé       |  |  |  |  |  |  |  |                    |
|                            |                                |  |                      |                                    |  |  |  |  |  |  |  |                    |
|                            | Marie Tereza Bourbonská        |  |                      |                                    |  |  |  |  |  |  |  |                    |
|                            |                                |  |                      |                                    |  |  |  |  |  |  |  |                    |
|                            |                                |  |                      | Anna Henrietta Bavorská            |  |  |  |  |  |  |  |                    |
|                            |                                |  |                      |                                    |  |  |  |  |  |  |  |                    |
|                            | Luisa Henrietta Bourbonská     |  |                      |                                    |  |  |  |  |  |  |  |                    |
|                            |                                |  |                      |                                    |  |  |  |  |  |  |  |                    |
|                            |                                |  |                      | Jindřich Jules Bourbon-Condé       |  |  |  |  |  |  |  |                    |
|                            |                                |  |                      |                                    |  |  |  |  |  |  |  |                    |
|                            | Ludvík III. Bourbon-Condé      |  |                      |                                    |  |  |  |  |  |  |  |                    |
|                            |                                |  |                      |                                    |  |  |  |  |  |  |  |                    |
|                            |                                |  |                      | Anna Henrietta Bavorská            |  |  |  |  |  |  |  |                    |
|                            |                                |  |                      |                                    |  |  |  |  |  |  |  |                    |
|                            | Luisa Alžběta Bourbonská       |  |                      |                                    |  |  |  |  |  |  |  |                    |
|                            |                                |  |                      |                                    |  |  |  |  |  |  |  |                    |
|                            |                                |  |                      | Ludvík XIV.                        |  |  |  |  |  |  |  |                    |
|                            |                                |  |                      |                                    |  |  |  |  |  |  |  |                    |
|                            | Luisa Františka Bourbonská     |  |                      |                                    |  |  |  |  |  |  |  |                    |
|                            |                                |  |                      |                                    |  |  |  |  |  |  |  |                    |
|                            |                                |  |                      | Madame de Montespan                |  |  |  |  |  |  |  |                    |
|                            |                                |  |                      |                                    |  |  |  |  |  |  |  |                    |